# 화가자리 베타
화가자리 베타(β Pic) 또는 베타 픽토리스(Beta Pictoris)는 화가자리에서 두 번째로 밝은 별이다. 이 별은 우리 태양계에서 화가자리 방향으로 63.4 광년 떨어져 있으며 태양보다 1.75배 무겁고 8.7배 밝다. 베타 계(系)는 매우 젊은데 그 나이는 최소 8백만 년에서 길어도 2천만 년 이내이다. 그러나 베타별은 이미 항성진화에서 주계열성 단계에 접어든 상태이다. 화가자리 베타는 화가자리 베타 이동성군의 대표격인 항성이며 이 이동성군을 구성하는 별들은 우주공간에서 같은 이동방향을 보이며 나이들 또한 비슷하다.
화가자리 베타는 비슷한 종류의 다른 A형 주계열성에 비해 적외선 방출량이 많은데 이는 항성 주위에 다량의 먼지와 기체(일산화 탄소)가 있기 때문이다. 정밀 연구를 통해 이 별 주위에 먼지와 기체 원반이 형성되어 있음이 드러났는데 이는 우리 태양계 바깥에서 최초로 관측된 먼지 원반 구조였다. 항성 주위에는 미행성 띠 여러 개가 있고 혜성 활동이 감지되었다. 행성 여럿이 이 미행성 띠 내에서 이미 탄생했고, 행성의 탄생 과정은 아직도 현재진행형이라는 증거가 포착되었다. 화가자리 베타의 먼지 원반을 이루는 물질은 우리 태양계 내 성간 유성체를 이루는 주성분과 같은 것으로 추측된다.
유럽 남방 천문대(ESO)는 직접 사진을 찍음으로써 화가자리 베타를 도는 외계 행성 화가자리 베타 b를 발견했는데 b는 항성 주변의 먼지 원반 안에서 별을 돌고 있었으며 이는 천문학자들의 예측과 맞아떨어지는 결과였다. b는 직접 사진을 찍어 발견한 외계행성 중 어머니 항성과의 거리가 가장 가까운 천체로, 그 거리는 대충 태양으로부터 토성 정도 된다. 2019년 8월 화가자리 베타 c가 발견되었다.

## 위치 및 가시성
화가자리 베타는 남반구 하늘의 별자리 화가자리(이젤자리)의 구성원이며, 밝은 별 카노푸스의 서쪽에 있다. 베타는 아르고자리가 나뉘기 전에는 배의 '수심측정선' 부분에 해당하는 별이었다. 베타의 겉보기 등급은 3.861로 날씨가 좋을 때 맨눈으로 볼 수 있다. 그러나 최근의 광공해 환경에서 3등급보다 높은 별을 도심지에서 보기는 어렵다. 베타는 바이어 명명법에 따른 기호에서 알 수 있듯이 별자리에서 두번째로 밝은 별이다. 화가자리에서 가장 밝은 별은 화가자리 알파로 겉보기 등급은 3.30이다.
화가자리 베타를 포함하여 다른 수많은 별들과 지구 사이의 거리는 히파르코스 위성이 잰 것이다. 측정 원리는 지구가 태양을 공전하면서 양 극단에 위치할 때 바라본 별은 약간 위치를 바꾸는데 여기에 삼각 시차를 응용하여 별까지의 거리를 재는 것이다. 이렇게 측정한 베타의 시차는 51.87 밀리초각이었으나 체계적 오류를 제거한 뒤 자료를 재분석한 후 수정된 시차는 51.44 밀리초각이다. 여기서 나온 지구와 베타 사이 거리는 63.4 광년이며 오차범위는 0.1 광년이다.
히파르코스 위성은 화가자리 베타의 고유 운동도 측정했는데, 베타는 매년 4.65 밀리초각만큼 동쪽으로, 북쪽으로 83.1 밀리초각만큼 움직이고 있다. 항성의 스펙트럼에서 나타나는 도플러 변이로부터 화가자리 베타는 지구로부터 초당 20 킬로미터 속도로 멀어지고 있음이 밝혀졌다. 여러 항성들이 베타별과 같은 운동양상을 공유하고 있는데, 이들은 같은 가스구름 안에서 태어난 것으로 보인다. 이들을 화가자리 베타 이동성군으로 부른다.

## 물리적 특징

### 스펙트럼, 광도, 밝기 변화

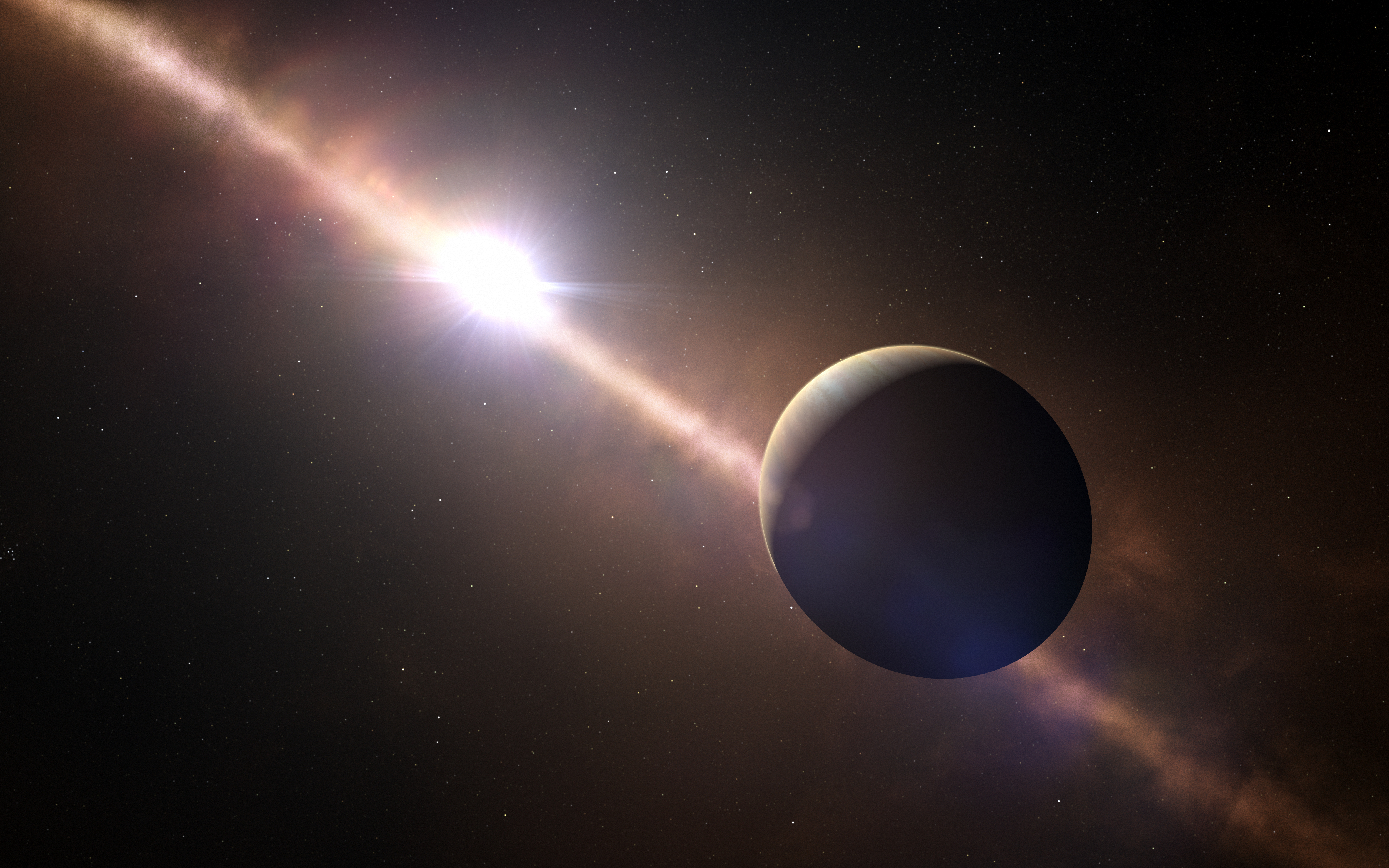
천체 예술가가 화가자리 베타와 외계 행성 b를 상상하여 구성한 작품. b는 빠른 자전속도 때문에 크게 찌그러져 있다.

근접항성 프로젝트(Nearby Stars Project) 중 측정한 자료에 따르면 화가자리 베타의 분광형은 A6 V이며 유효 온도는 8052 켈빈으로 이는 우리 태양의 5778 켈빈보다 뜨거운 값이다. 항성의 스펙트럼 분석 결과 베타별은 무거운 원소의 비율이 태양보다 근소하게 높았다. 중원소 함량은 [M/H]으로 표시하는데 이는 태양에 대한 어떤 별의 중원소 비율을 상용로그로 표시한 것이다. 화가자리 베타의 경우 [M/H] 값이 0.05로 이는 베타에 있는 중원소의 비율이 태양보다 12% 더 높다는 뜻이다.
스펙트럼을 분석하면 별의 표면 중력도 알 수 있다. 이는 log g로 표시하는데 중력 가속도의 상용로그를 CGS 단위계(이 경우 cm/s²)로 나타낸 것이다. 화가자리 베타의 log g 값은 4.15로, 표면 중력값은 140 m/s²이며 이는 우리 태양 274 m/s²의 약 절반 수준이다.
화가자리 베타는 분광형 A의 주계열성으로 우리 태양보다 밝다. 베타의 겉보기 등급은 3.861로 만약 이 별을 19.44 파섹(절대 등급을 재는 거리)까지 끌고 오면 밝기는 2.42까지 올라갈 것이다. 우리 태양의 절대 등급은 4.83이다. 여기에서 만약 화가자리 베타가 태양과 자리를 맞바꾼다면 우리 눈에 베타는 태양보다 9.2배 밝게 보일 것이다. 화가자리 베타와 태양으로부터 나오는 모든 복사 에너지를 비교하면 베타의 광도는 태양의 8.7배이다.
분광형 A의 주계열성은 헤르츠스프룽-러셀 도표상의 불안정띠로 불리는 특정 영역에 자리잡는데, 이 부분은 맥동 변광성이 위치하는 곳이다. 2003년 베타를 측광학적으로 조사한 결과 30~40분 간격으로 1~2 밀리등급의 밝기 변화가 감지되었다. 시선속도 연구로 화가자리 베타의 밝기 변화 특성이 밝혀졌다. 이 별은 맥동 주기가 두 개 있는데 각각 30.4분과 36.9분이다. 여기서 베타별은 방패자리 델타형 변광성으로 분류된다.

### 질량, 반경, 자전
화가자리 베타의 질량은 항성진화 모형을 관측된 측정수치에 맞춰 도출한 것이다. 여기서 베타의 질량은 태양의 1.7 ~ 1.8 배로 나온다. 이 별의 각지름을 초대형 망원경(VLT)의 간섭계로 측정하여 0.84 밀리초각 값을 얻었다. 별까지의 63.4 광년 거리와 이 각지름 값으로부터 베타의 반지름은 태양의 1.8 배임을 알 수 있다.
화가자리 베타의 자전 속도는 최소 초당 130 킬로미터는 된다. 이 값은 시선 속도를 이용하여 도출한 것으로 실제 자전 속도의 하한선이다. 측정된 값은 v sin(i)인데 여기서 i는 시선방향에 대한 항성 자전축의 경사각이다. 만약 화가자리 베타가 지구에 대해 적도면을 정면으로 보이고 있다면(이는 별주위 원반이 우리 눈과 이루는 각도가 거의 평행함을 고려하면 합리적인 가정이다.) 베타의 자전 주기는 16 시간으로 우리 태양에 비해 엄청나게 빠른 속도이다.(태양은 609.12 시간임)

### 나이와 탄생

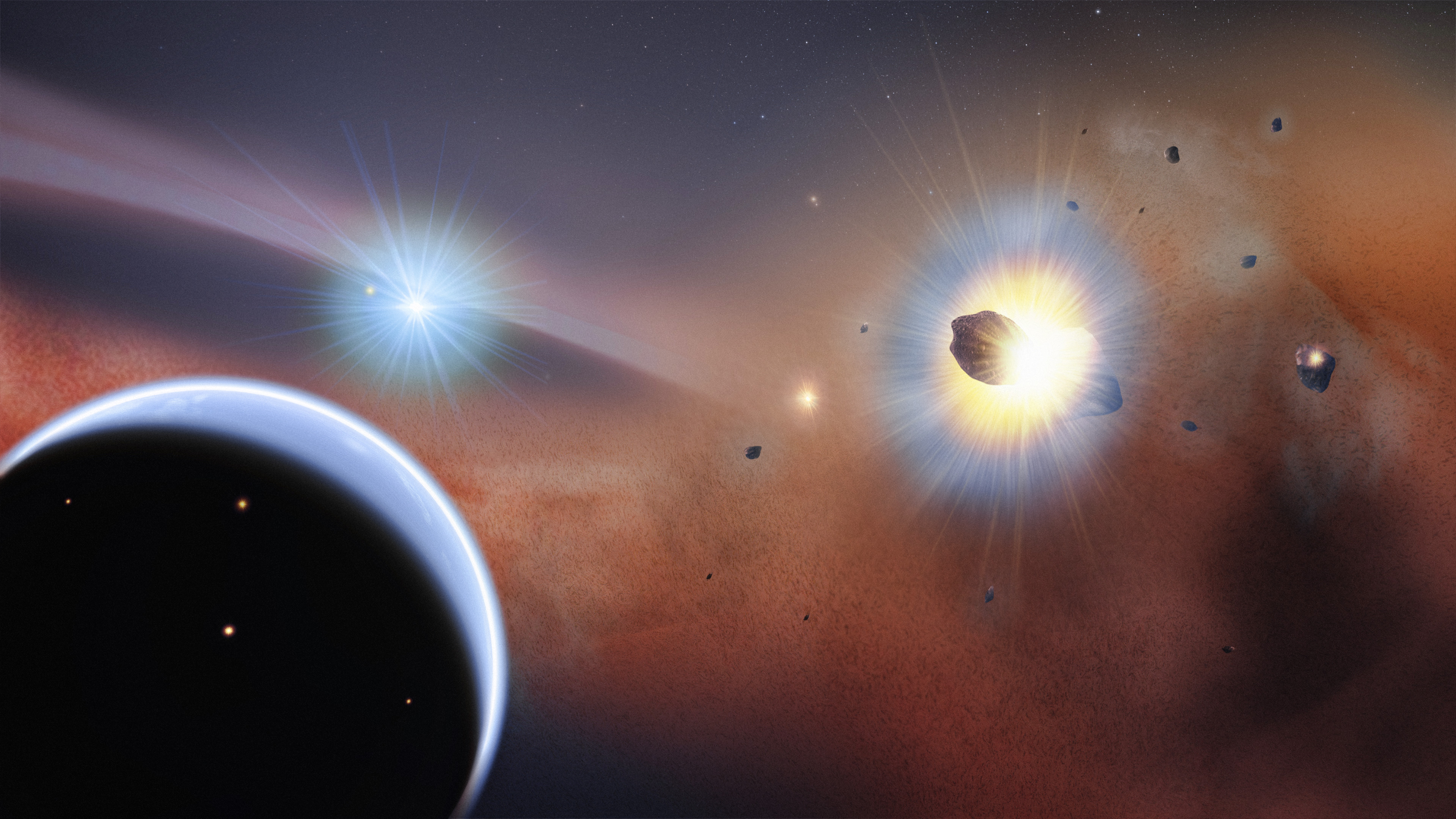
화가자리 베타의 상상도.

베타별의 주위에는 먼지와 가스가 막대하게 존재한다. 여기에서 이 행성계가 젊음을 알 수 있는데, 베타가 이미 주계열 단계에 진입했는지 아니면 아직도 전주계열성에 머무르고 있는지 논쟁을 불러왔다. 히파르코스 위성이 최초로 잰 화가자리 베타까지의 거리는 다소 멀게 나왔으며 따라서 이 별은 예상보다 밝은 것으로 여겨졌었다. 그러나 수정된 거릿값으로 별의 광도는 조금 내려갔으며, 여기에서 베타는 전주계열 단계가 아니라 영년 주계열에 가까운 상태인 것으로 드러났다. 화가자리 베타 이동성군 내 베타와 동료 별들을 분석한 결과 이들의 나이는 1200만 년 정도였다. 그러나 보다 최근의 연구에 따르면 베타의 나이는 기존 측정치의 두 배 정도인 2000만 ~ 2600만 년이다.
화가자리 베타는 전갈-센타우루스 성협 근처에서 태어났을 가능성이 있다. 화가자리 베타를 만든 가스 붕괴는 초신성 폭발로 생긴 충격파로 발동되었을 것이다. 이 초신성은 지금 도주성이 된 HIP 46950의 짝별이었을 것이다. HIP 46950의 운동경로를 역추적한 결과 이 별의 원래 자리는 1300만 년 전 전갈-센타우루스 성협 인근이었다.

## 별 주변의 환경

### 먼지 원반

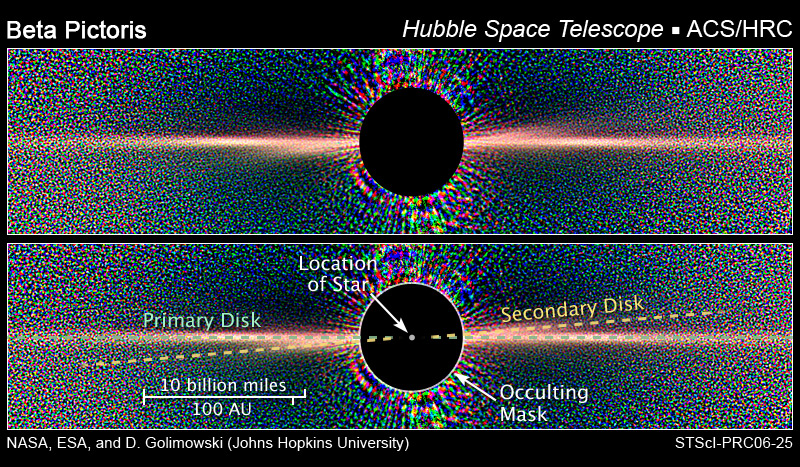
허블 우주 망원경이 찍은 사진. 주(主) 먼지원반과 2차 원반의 두 구조가 보인다.

1983년 IRAS는 화가자리 베타에서 적외선이 다량 방출되고 있음을 발견했다. 베가, 포말하우트, 에리다누스자리 엡실론과 함께 화가자리 베타는 이런 적외선 초과 현상이 발견된 네 별 중 하나이다. 첫번째 초과 현상이 관측된 이후 이들 별을 '유사 베가'로 부르기도 한다. 보통 화가자리 베타와 같은 A형 항성은 에너지를 푸른색 스펙트럼 끝부분에서 주로 냄을 고려할 때, 별 주위에 차가운 물질이 있어서 이들이 적외선 파장에서 에너지를 복사하여 적외선 초과의 원인을 만들 것으로 예측했다. 1984년 베타별을 광학적으로 관측하여 별주위 원반의 존재를 확인했고, 앞의 가설은 사실임이 입증되었다. 마이크로미터 파장에서의 IRAS 자료는 [12]=2.68, [25]=0.05, [60]=−2.74, [100]=−3.41이다. 색초과는 E12=0.69, E25=3.35, E60=6.17, E100=6.90이다.
화가자리 베타 주변의 먼지 원반은 지구 관측자의 시선 방향과 나란히 놓여 있으며 북동쪽-남서쪽 방향으로 기울어져 있다. 먼지 원반은 비대칭형으로 북동쪽 방향으로는 1835 천문단위까지 미치는 반면에 남서쪽 방향으로는 1450 천문단위까지 뻗어 있다. 원반은 자전하고 있는데, 북동쪽으로 뻗은 부분은 관측자로부터 멀어지고 있으며 남서쪽 방향은 지구를 향해 움직이고 있다.
원래 있던 먼지원반 고리의 바깥 영역에 여러 개의 타원형 고리가 별도로 존재함이 관측되었는데 그 반지름은 500 ~ 800 천문단위에 이른다. 이 작은 고리들은 근처를 지나가던 별의 중력 때문에 원반의 궤도가 뒤틀려 생긴 결과로 보인다. 히파르코스가 보내 온 측성학적 자료에 따르면 약 11만 년 전 적색 거성 비둘기자리 베타가 화가자리 베타로부터 2 광년 이내를 스쳐 지나갔다. 그러나 더 큰 교란은 청새치자리 제타가 일으켰는데 이 별은 약 35만 년 전 베타별에 3 광년까지 접근한 적이 있다. 그러나 컴퓨터 시뮬레이션으로는 행성계를 흔든 천체가 스쳐 지나간 속도는 앞의 두 교란 후보보다 느리게 나왔다. 여기서 화가자리 베타를 불안정한 궤도를 그리면서 짝별이 돌고 있으며, 이 별이 섭동의 원인일 것으로 추측했다. 시뮬레이션이 가정한 짝별의 질량은 태양의 절반 정도이며 이 정도 덩치의 별은 분광형 M0 V의 적색 왜성일 것이다.

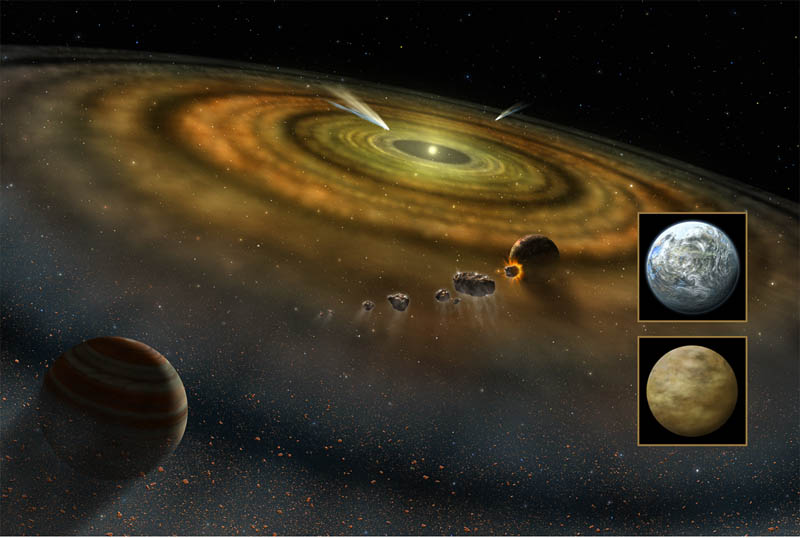
매우 젊은 A형 주계열성 화가자리 베타 주변에 외계 혜성과 미행성을 포함하여 다양한 행성이 태어나고 있다.(NASA 천체 예술가의 상상도)

2006년 허블 우주 망원경의 '연구용 고급 카메라'(Advanced Camera for Surveys)로 행성계를 촬영하여 2차 먼지원반을 발견했는데, 이 원반은 주원반에 대해 5도 각도로 기울어져 있고 최소 130 천문단위까지 뻗어 있었다. 2차 원반은 비대칭형으로 남서쪽으로 뻗은 부분은 북동쪽 부분보다 좀 더 휘어져 있고 덜 기울어져 있다. 허블이 찍은 사진 해상도로는 80 천문단위 안쪽에서 주원반과 2차 원반을 구별하기 힘들었으나, 2차 원반의 북동쪽으로 연장된 부분은 주원반과 항성으로부터 약 30 천문단위에서 교차하는 것으로 추측된다. 2차 원반은 질량 큰 행성이 기울어진 궤도를 돌면서 주원반에서 물질을 끌어당겨 자신의 궤도 위에 늘어놓으면서 빨아들이는 현상 때문일 것으로 예측된다.
NASA의 인공위성 FUSE가 보내온 자료를 통해 화가자리 베타 주변의 원반에는 탄소가 풍부한 기체가 극도로 많이 포함되어 있음을 알아냈다. 덕분에 먼지 원반은 복사압 때문에 성간 공간으로 쓸려나가지 않고 항성 주위에 안정된 구조를 유지하고 있다. 현재 이 탄소가 과다하게 존재하는 이유에 대해 두 가지 가설이 있다. 첫째로, 화가자리 베타는 우리 태양계의 지구형 행성과는 달리 탄소가 풍부한 행성을 만드는 과정에 있다는 것이다.(이런 행성에는 산소가 풍부한 태양계 암석행성과는 달리 탄소가 풍부하다.) 둘째로, 베타 행성계는 우리 태양계가 태어났을 때 겪었던 '알려지지 않은 과정'을 통과하는 중이라는 가설이다. 태양계에는 탄소가 풍부한 유성체인 엔스테타이트 콘드라이트가 있으며 이들은 탄소가 풍부한 환경에서 만들어졌을 것이다. 목성을 이루는 중심핵이 이렇게 탄소가 풍부한 핵일 것이라는 주장도 제기되었다.
2011년 뉴질랜드의 롤프 올슨은 10인치 뉴턴 반사망원경과 개조 웹캠을 이용하여 화가자리 베타 주위에 있는 먼지 원반을 찍는 데 성공했다. 이는 아마추어 천문학자가 태양계 외 행성계의 사진을 직접 찍은 최초 사례이다.

### 미행성 띠

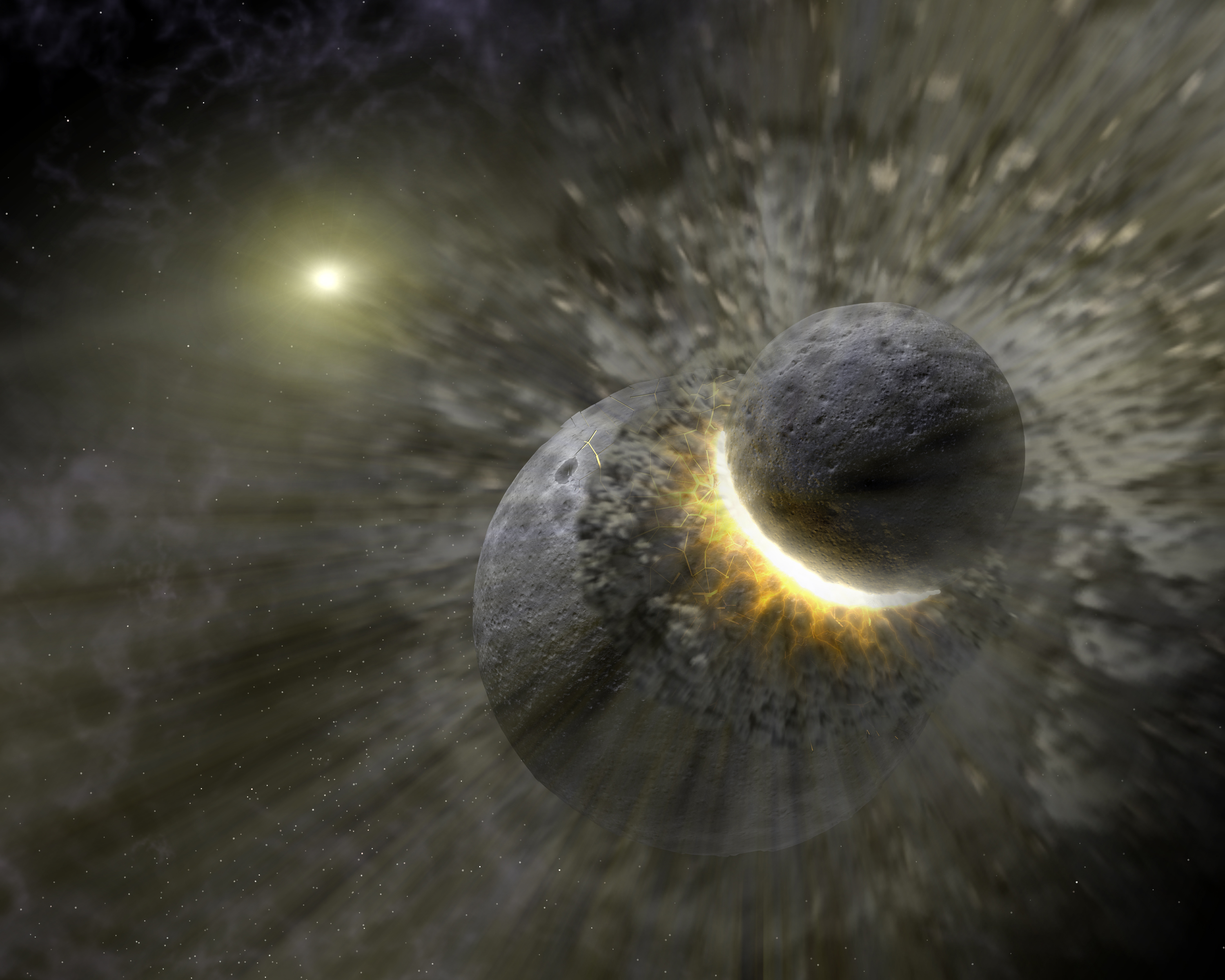
화가자리 베타 주변의 먼지는 거대한 미행성들끼리 충돌하여 생겨났을 것이다.

2003년 켁 II 망원경을 써서 화가자리 베타계의 항성 인접 영역을 찍은 결과, 물질의 고리 또는 띠로 해석할 수 있는 여러 개의 구조가 발견되었다. 각 구조는 항성으로부터 약 14, 28, 52, 82 천문단위 거리에 있었고 궤도는 주원반과 나란히 형성되어 있었다.
2004년 관측으로 항성으로부터 6.4 천문단위 거리에 규소 성분을 포함한 안쪽 띠가 존재함이 밝혀졌다. 규소 물질은 16 ~ 30 천문단위 거리에서도 감지되었는데, 6.4 ~ 16 천문단위 영역은 먼지가 없어 무거운 행성이 이 영역을 공전하고 있는 증거로 볼 수 있다. 마그네슘이 풍부한 감람석도 발견되었는데 놀랍게도 이 성분은 태양계의 혜성에서 발견되는 것과 비슷했고 소행성에 있는 것과는 달랐다. 감람석 결정은 항성으로부터 10 천문단위 이내에서만 형성될 수 있기 때문에 이 감람석 물질들은 생겨난 후 아마도 '방사 혼합'(radial mixing)에 의해 미행성 띠 영역으로 이동했을 것이다.
항성으로부터 100 천문단위 거리에 있는 먼지 원반 모형에서는 이 영역의 먼지물질은 반지름 약 180 킬로미터의 미행성이 파괴되면서 충돌현상이 발동되어 생긴 것으로 가정한다. 최초의 충돌로 생겨난 파편은 '연쇄 반응'으로 불리는 과정을 거치며 더욱 잦은 충돌을 일으킨다. 포말하우트나 현미경자리 AU 주위 먼지 원반에서도 비슷한 과정이 일어났을 것이다.

### 추락하는 증발 천체
화가자리 베타의 스펙트럼은 강력한 단주기 변동성을 보여준다. 이 변동성은 여러 흡수선이 적색 편이된 부분에서 처음으로 감지되었는데 이는 항성을 향해 떨어지는 물질들 때문에 발생한 것으로 보인다. 혜성 비슷한 작은 천체는 공전궤도를 따라 움직이면서 이 물질을 항성 가까이 옮겨 가는데, 항성에 접근하면서 물질이 증발하면서 적색 편이의 원인이 된 것으로 추측된다. 이 가설을 '추락하는 증발 천체' 모형으로 부른다. 일시적으로 흡수선이 청색 편이된 경우도 관측되었으나 적색 편이보다는 드물었다. 이는 전자와는 다른 공전궤도를 형성하는 또다른 천체 무리가 있음을 의미할 수 있다. 정교한 모형에 따르면 추락하는 증발 천체는 혜성처럼 전체가 대부분 얼음으로 이루어진 대신, 먼지와 얼음의 혼합물을 반사도 높은 물질이 둘러싸고 있는 형태일 것이다. 항성으로부터 약 10 천문단위 떨어져 완만한 타원 궤도를 도는 행성이 있고, 증발 천체의 궤도는 이 행성과의 중력 섭동 때문에 지금처럼 항성을 스쳐 지나가는 궤도를 그리게 되었을 것이다. 추락하는 증발 천체는 주(主) 먼지 원반면 위에 존재하는 기체의 원인일 수 있다. 2019년 TESS를 이용하여 항성 앞을 지나가는 외계 혜성을 분석한 논문이 발표되었다. 밝기의 감소 형태는 완전히 비대칭적이며 베타별 원반 앞을 지나가는 증발 혜성 모형과 일치한다. 이 천체들은 이심률이 높은 궤도를 돌고 있으며 비주기 혜성이다.

### 행성계
2008년 11월 21일, VLT로 2003년 수행했던 적외선 관측 자료로 베타별이 거느리는 행성 후보를 찾아냈다는 사실이 공표되었다. 2009년 가을 이 행성 후보는 어머니 별의 반대쪽 방향에서 성공적으로 관측되었고, 행성의 존재 사실과 예전 관측 자료의 신빙성을 확보해 주었다. 15년 내로 이 행성의 전체 궤도를 기록할 수 있을 것으로 보인다. 2019년 8월 19일 두 번째 행성 화가자리 베타 c가 존재한다는 증거가 공표되었다.
| 동반천체 (항성에서 가까운 순서) | 질량            | 긴반지름 (AU)   | 공전주기 (일)   | 이심률          | 궤도경사각    | 반지름  |
| ------------------------------- | --------------- | --------------- | --------------- | --------------- | ------------- | ------- |
| c                               | 9 MJ            | 2.7             | 1200            | 0.24            | —             | —       |
| 안쪽 벨트                       | 6.4 AU          | 6.4 AU          | 6.4 AU          | 6.4 AU          | ~89°          | —       |
| b                               | 7+4 −3 MJ       | 9.2+0.4 −1.5    | 7890 ± 1000     | ~0.1            | 89.01 + 0.36° | 1.65 RJ |
| 2차 원반                        | 130+ AU         | 130+ AU         | 130+ AU         | 130+ AU         | 89 ± 1°       | —       |
| 주원반                          | 16–1450/1835 AU | 16–1450/1835 AU | 16–1450/1835 AU | 16–1450/1835 AU | 89 ± 1°       | —       |

지금까지 알려진 외계 행성 대부분은 시선 속도법을 이용하여 발견했다. 그러나 이 방법은 화가자리 베타와 같은 A형 항성을 연구하는 데에는 그리 적합하지 않으며 베타별처럼 어린 별의 경우 잡음이 훨씬 심하여 적용하기가 더욱 곤란해진다. 현재의 시선속도법 기술력으로는 화가자리 베타로부터 어떤 행성이 0.05 천문단위 떨어져 있을 경우, 행성의 질량이 목성의 2배에 못 미치면 감지가 불가능하다. 항성으로부터의 거리를 1 천문단위로 넓힐 경우 감지 가능한 행성 질량의 하한선은 목성의 9배로 늘어난다. 따라서 천문학자들은 행성이 베타별 주위 환경에 미치는 영향을 통해 행성을 찾는 방법을 쓰고 있다.

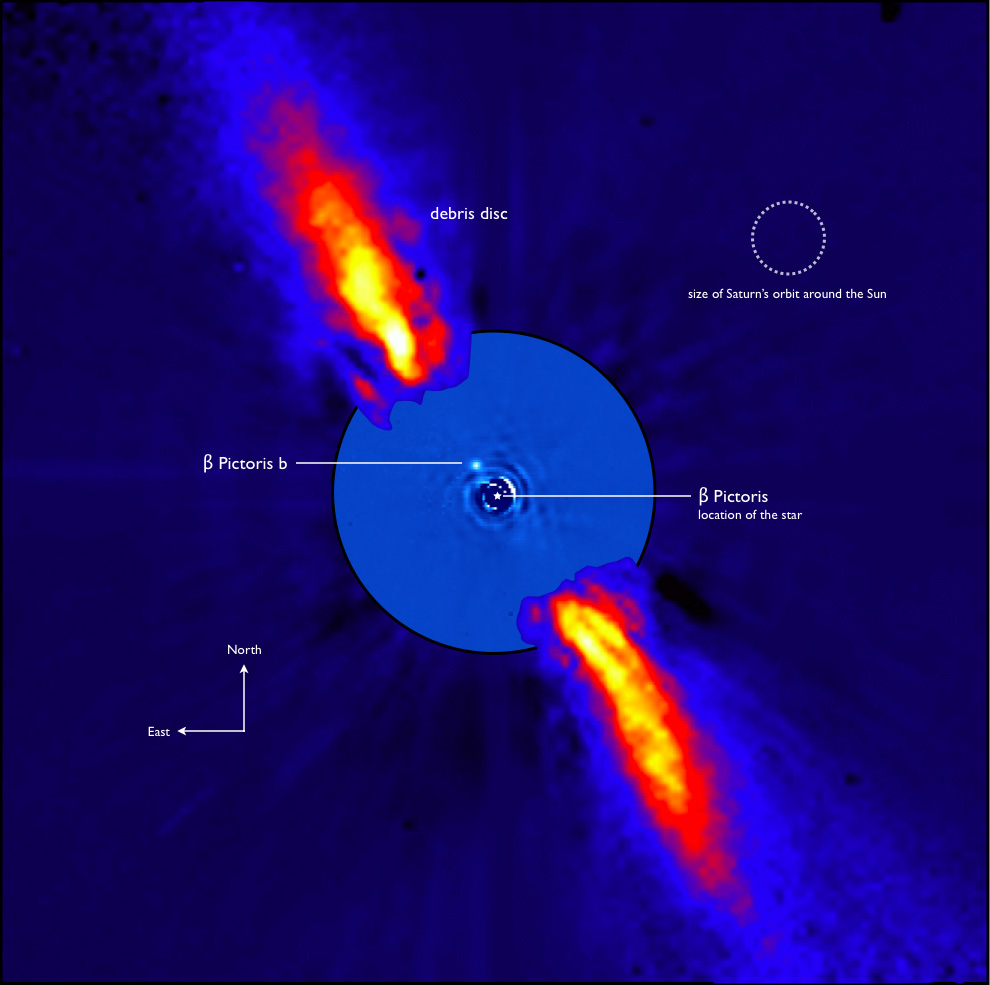
ESO가 화가자리 베타를 도는 행성을 찍은 사진.

항성으로부터 10 천문단위 근처에 무거운 행성 하나가 존재할 것이라는 증거는 b의 발견 전에 여럿 포착되어 왔다. 6.4 ~ 16 천문단위 사이는 먼지가 없는데 이는 행성이 먼지를 '청소'한 결과로 추측했으며 이 거리에 행성이 있을 경우 '추락하는 증발 천체'의 발생 원인을 설명할 수 있고 원반 안쪽에 있는, 휘어지고 기울어진 고리 구조는 기울어진 궤도를 도는 무거운 행성 하나가 원반을 교란시킨다고 해석하면 타당했는데 b의 발견은 여기에 대해 해답을 주었다.
다만 30 ~ 52 천문단위에 있는 미행성 구조는 b의 존재만으로는 설명할 수 없다. 이 영역의 띠는 25 ~ 44 천문단위 영역에 목성 질량의 50%, 10% 정도의 행성 두 개가 있기 때문에 생긴 것으로 보인다. 만약 이 두 행성이 실제로 존재한다면 b와 두 행성은 1:3:7의 궤도공명을 보일 것이다. 500 ~ 800 천문단위 외곽 원반 내 있는 고리 구조는 세 행성의 간접적 영향을 받아 생겨난 것일 가능성이 있다.
행성 b는 화가자리 베타별로부터 411 밀리초각의 각거리를 보이는데 여기서 약 8 천문단위만큼 항성에서 떨어져 있음을 알 수 있다. 비교를 해 보면 목성과 토성은 태양으로부터 각각 5.2, 9.5 천문단위 떨어져 있다. 방사 방향으로 얼만큼 항성에서 떨어져 있는지는 확실하지 않으므로 8 천문단위는 실제 떨어져 있는 거리의 최솟값이다. b의 질량 추정치는 행성 진화의 이론 모형으로 구한 것이며 목성의 약 8배이다. b의 유효 온도는 1400~ 1600 켈빈이며 지속적으로 식어가는 중이다. 다만 이 수치들은 행성의 질량 및 나이 실제 데이터에 대하여 아직 검증되지 않았다는 문제점이 있다.

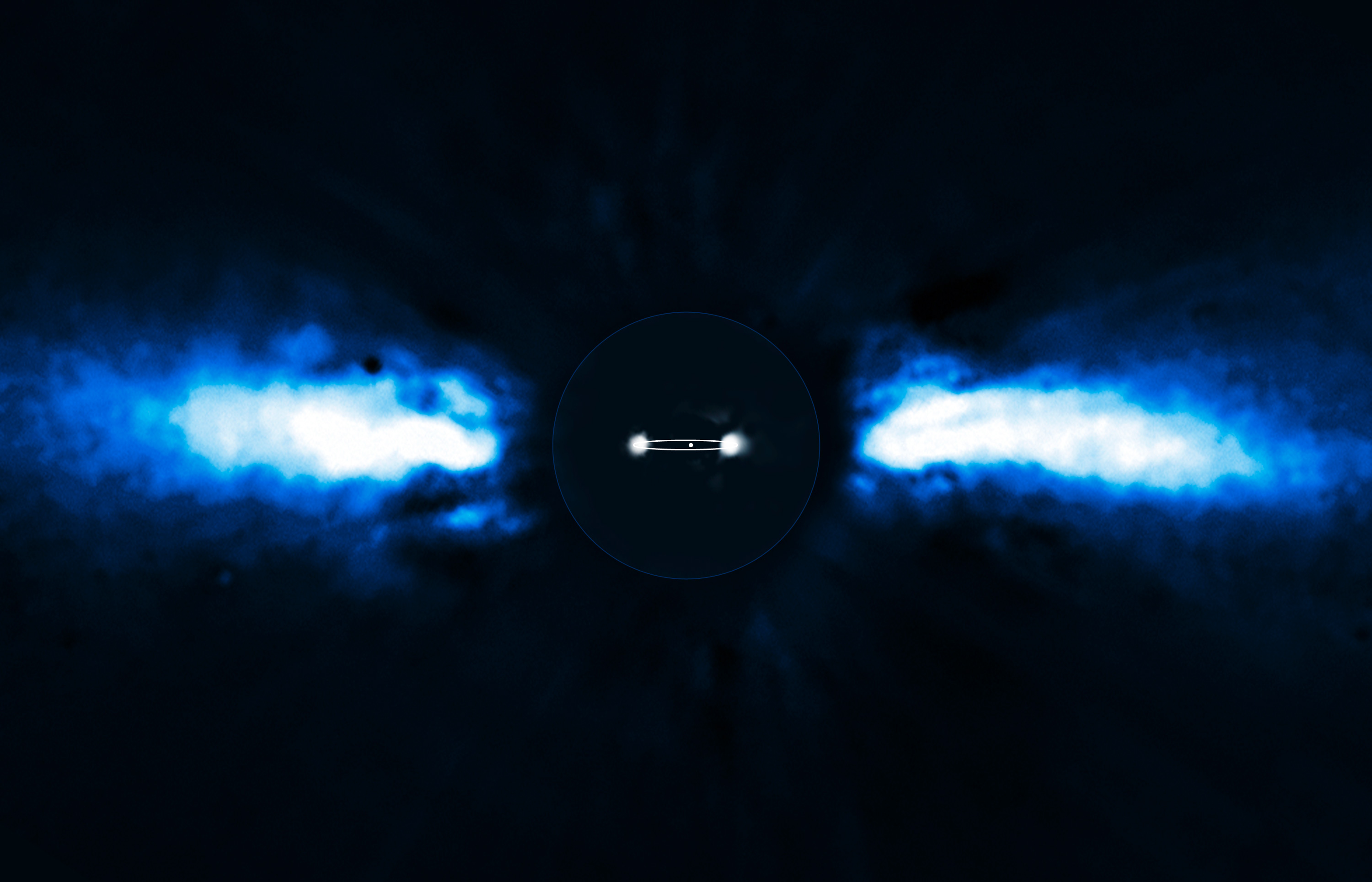
화가자리 베타 b의 양쪽 이각

b의 공전궤도 평균거리는 8~9 천문단위이며 공전주기는 17 ~ 21년이다. 1981년 11월 b가 어머니 별을 가리는(통과) 현상이 관측되었는데 이는 훗날 추정치와 일치하는 기록이다. 만약 1981년 기록이 b의 통과로 입증된다면 여기서 추정되는 행성의 반지름은 목성의 2 ~ 4배로 이론적 모형이 예상하는 것보다 크다. 이는 행성 주위에 커다란 고리가 있거나 위성이 생겨나는 원반이 있음을 의미할지도 모른다.
2019년 8월 19일 화가자리 베타계 내에 두 번째 행성이 존재한다는 증거가 발표되었다. 칠레 소재 유럽 남방 천문대 VLT의 HARPS 분광계로 확보한 시선 속도 자료를 통해 발견했다. 어머니 별의 광도 맥동을 제거한 시선 속도 값을 분석한 결과 화가자리 베타 c의 질량은 목성의 약 9배로 측정되었다. 시선속도 자료상의 주기적인 신호로부터 c의 공전 주기는 대략 1200 일(3.3년)이며 긴반지름은 약 2.7 AU임을 알 수 있는데, 이는 화가자리 베타 b보다 어머니 항성에 3.5배 가까운 거리이다. c의 공전 궤도 이심률은 0.24로 약간 찌그러져 있다.

## 먼지 흐름
2000년 뉴질랜드 캔터베리 대학교 소재 '고급 유성 궤도 레이다'(AMOR) 장비로 화가자리 베타 방향으로부터 입자의 흐름이 존재함을 밝혀냈는데 이 입자는 우리 태양계 내 성간 유성체의 주성분과 비슷했다. 화가자리 베타계의 먼지 흐름을 구성하는 입자 크기는 상대적으로 커서 20 마이크로미터를 넘으며, 입자 속도로부터 이들이 1초에 약 25 킬로미터 속도로 화가자리 베타계를 탈출할 것임을 알 수 있다. 입자들은 가스 행성이 먼지 원반으로 이동해 오면서 내쳐진 것으로 보이며 베타계는 오르트 구름을 형성하는 과정을 지나는 것으로 보인다. 먼지 분출의 수량 모형으로부터 복사압 또한 먼지 흐름의 원인 중 하나로 보인다. 항성으로부터 1 천문단위 이상 떨어진 행성은 먼지 흐름의 원인이 될 수 없는 것으로 추측된다.

## 같이 보기
- 땅꾼자리 51

### 내용주
1. 1 2  항성의 절대 등급 MV는 겉보기 등급 mV와 거리 d를 이용하여 다음 식을 통해 계산할 수 있다.

{\displaystyle \scriptstyle M_{V}=m_{V}-5\log _{10}\left({\frac {d}{10\mathrm {\ parsecs} }}\right)}
2. 1 2  다음 식으로부터 계산된 것이다.

[M/H]: 상대함량 = 10[M/H]
3. ↑  시차는 다음 항등식을 써서 거리로 변환할 수 있다.

{\displaystyle \scriptstyle \mathrm {Distance\ in\ parsecs} ={\frac {1}{\mathrm {parallax\ in\ arcseconds} }}}
4. ↑  실시 등급은 다음과 같이 계산한다.

{\displaystyle \scriptstyle {\frac {L_{V_{\ast }}}{L_{V_{\odot }}}}=10^{0.4(M_{V_{\odot }}-M_{V_{\ast }})}}
5. ↑  물리적 지름은 거리와 각지름을 곱하여 라디안으로 표시할 수 있다.
6. ↑  자전 주기는 원운동 항등식들을 이용하여 구할 수 있다.

{\displaystyle \scriptstyle P_{\mathrm {rot} }={\frac {2\pi r}{v_{\mathrm {rot} }}}}
7. ↑  빈 변위 법칙과 표면 온도(8052 켈빈)로부터 화가자리 베타가 방출하는 파장의 정점은 스펙트럼상 자외선 영역에 있는 360 나노미터 근처이다.

### 참조주
1. 1 2 3 4  “* bet Pic—Star”. 《SIMBAD》. 2008년 9월 6일에 확인함.
2. 1 2  Gontcharov G.A. (2006). “HIP 27321”. 《Pulkovo radial velocities for 35493 HIP stars》. 2008년 9월 6일에 확인함.
3. 1 2 3  van Leeuwen, F. (2007). “HIP 27321”. 《Hipparcos, the New Reduction》. 2008년 9월 6일에 확인함.
4. 1 2 3 4 5 6  Crifo, F.;  외. (1997). “β Pictoris revisited by Hipparcos. Star properties”. 《Astronomy and Astrophysics》 320: L29–L32. Bibcode:1997A&A...320L..29C.
5. 1 2 3 4  Zuckerman, B.;  외. (2001). “The β Pictoris Moving Group”. 《The Astrophysical Journal》 562 (1): L87–L90. Bibcode:2001ApJ...562L..87Z. doi:10.1086/337968.
6. 1 2 3 4 5 6 7 8  Gray, R. O.;  외. (2006). “Contributions to the Nearby Stars (NStars) Project: Spectroscopy of Stars Earlier than M0 within 40 pc—The Southern Sample”. 《The Astronomical Journal》 132 (1): 161–170. arXiv:astro-ph/0603770. Bibcode:2006AJ....132..161G. doi:10.1086/504637.
7. 1 2  Hoffleit D. and Warren Jr W.H. (1991). “HR 2020”. 《Bright Star Catalogue, 5th Revised Ed.》. 2008년 9월 6일에 확인함.
8. 1 2  Royer F.; Zorec J. and Gomez A.E. (2007). “HD 39060”. 《Rotational velocities of A-type stars. III. List of the 1541 B9- to F2-type stars, with their vsini value, spectral type, associated subgroup and classification》. 2008년 9월 7일에 확인함.
9. ↑  Khan, Amina. “Did two planets around nearby star collide? Toxic gas holds hints”. 《LA Times》. 2014년 3월 19일에 확인함.
10. ↑  Dent, W.R.F.; Wyatt, M.C.;Roberge, A.; Augereau,J.-C.; Casassus, S.;Corder, S.; Greaves, J.S.; de Gregorio-Monsalvo, I; Hales, A.; Jackson, A.P.; Hughes, A. Meredith; Lagrange, A.-M; Matthews, B.; Wilner, D. (2014년 3월 6일). “Molecular Gas Clumps from the Destruction of Icy Bodies in the β Pictoris Debris Disk”. 《Science》. arXiv:1404.1380. Bibcode:2014Sci...343.1490D. doi:10.1126/science.1248726. 2014년 3월 19일에 확인함.
11. 1 2  Smith, B. A. and Terrile, R. J. (1984). “A circumstellar disk around Beta Pictoris”. 《Science》 226 (4681): 1421–1424. Bibcode:1984Sci...226.1421S. doi:10.1126/science.226.4681.1421. PMID 17788996.
12. 1 2  Beust, H.; Vidal-Madjar, A.; Ferlet, R. and Lagrange-Henri, A. M. (1990). “The Beta Pictoris circumstellar disk. X—Numerical simulations of infalling evaporating bodies”. 《Astronomy and Astrophysics》 236 (1): 202–216. Bibcode:1990A&A...236..202B.
13. 1 2 3 4  Freistetter, F.; Krivov, A. V. and Löhne, T. (2007). “Planets of β Pictoris revisited”. 《Astronomy and Astrophysics》 466 (1): 389–393. arXiv:astro-ph/0701526. Bibcode:2007A&A...466..389F. doi:10.1051/0004-6361:20066746.
14. 1 2  Baggaley, W. Jack (2000). “Advanced Meteor Orbit Radar observations of interstellar meteoroids”. 《J. Geophys. Res.》 105 (A5): 10353–10362. Bibcode:2000JGR...10510353B. doi:10.1029/1999JA900383.
15. 1 2  “Exoplanet Caught on the Move”. 2010년 6월 10일. 2010년 6월 10일에 확인함.
16. ↑  “New planet discovered in the orbit of young Milky Way star; said to be 3,000 times Earth's size- Technology News, Firstpost”. 2019년 8월 20일.
17. ↑  Kaler, Jim. “Beta Pictoris”. 《STARS》. 2008년 10월 11일에 원본 문서에서 보존된 문서. 2008년 9월 8일에 확인함.
18. ↑  Knobel, E. B. (1917). “On Frederick de Houtman's Catalogue of Southern Stars, and the Origin of the Southern Constellations”. 《Monthly Notices of the Royal Astronomical Society》 77: 414–32 [423]. Bibcode:1917MNRAS..77..414K. doi:10.1093/mnras/77.5.414.
19. ↑  Darling, David. “Pictor (abbr. Pic, gen. Pictoris)”. 《The Internet Encyclopedia of Science》. 2008년 9월 8일에 확인함.
20. ↑  ESA (1997). “HIP 27321”. 《The Hipparcos and Tycho Catalogues》. 2008년 9월 7일에 확인함.
21. ↑  Pogge, Richard. “Lecture 5: Distances of the Stars”. 《Astronomy 162: Introduction to Stars, Galaxies, & the Universe》. 2008년 9월 8일에 확인함.
22. ↑  “Length of Exoplanet Day Measured for First Time”. 《ESO Press Release》. 2014년 5월 2일에 확인함.
23. 1 2 3 4  “Sun Fact Sheet”. NASA. 2008년 9월 7일에 확인함.
24. ↑  “Absolute Magnitude”. 《COSMOS—The SAO Encyclopedia of Astronomy》. 2008년 9월 8일에 확인함.
25. ↑  Strobel, Nick. “Magnitude System”. 《Astronomy Notes》. 2008년 9월 8일에 확인함.
26. ↑  Koen, C. (2003). “δ Scuti pulsations in β Pictoris”. 《MNRAS》 341 (4): 1385–1387. Bibcode:2003MNRAS.341.1385K. doi:10.1046/j.1365-8711.2003.06509.x.
27. 1 2  Galland, F.;  외. (2006). “Extrasolar planets and brown dwarfs around A–F type stars. III. β Pictoris: looking for planets, finding pulsations”. 《Astronomy and Astrophysics》 447 (1): 355–359. arXiv:astro-ph/0510424. Bibcode:2006A&A...447..355G. doi:10.1051/0004-6361:20054080.
28. ↑  Kervella, P. (2003).  A.K. Dupree and A.O. Benz, 편집. “VINCI/VLTI Observations of Main Sequence Stars”. Sydney, Australia: Astronomical Society of the Pacific: 80. 2008년 9월 7일에 확인함.
29. ↑  “Crashing Comets Explain Surprise Gas Clump Around Young Star”. 《ESO》. 2014년 3월 12일에 확인함.
30. 1 2 3  Croswell, Ken (1999). 《Planet Quest》. Oxford University Press. ISBN 0-19-288083-7.
31. ↑  Lanz, Thierry; Heap, Sara R. and Hubeny, Ivan (1995). “HST/GHRS Observations of the beta Pictoris System: Basic Parameters of the Age of the System”. 《The Astrophysical Journal Letters》 447 (1): L41. Bibcode:1995ApJ...447L..41L. doi:10.1086/309561.
32. ↑  Binks, A. S.; Jeffries, R. D. (2014). “A lithium depletion boundary age of 21 Myr for the Beta Pictoris moving group”. 《Monthly Notices of the Royal Astronomical Society: Letters》 438 (1): L11–L15. arXiv:1310.2613. Bibcode:2014MNRAS.438L..11B. doi:10.1093/mnrasl/slt141.
33. ↑  Mamajek, Eric E.; Bell, Cameron P. M. (2014). “On the age of the beta Pictoris moving group”. 《Monthly Notices of the Royal Astronomical Society》 445 (3): 2169–2180. arXiv:1409.2737. Bibcode:2014MNRAS.445.2169M. doi:10.1093/mnras/stu1894.
34. 1 2  Ortega, V. G.;  외. (2004). “New Aspects of the Formation of the β Pictoris Moving Group”. 《The Astrophysical Journal》 609 (1): 243–246. Bibcode:2004ApJ...609..243O. doi:10.1086/420958.
35. ↑  J. Coté (1987). “B and A type stars with unexpectedly large colour excesses at IRAS wavelengths”. 《Astronomy and Astrophysics》 181: 77–84. Bibcode:1987A&A...181...77C.
36. 1 2  Larwood, J. D. and Kalas, P. G. (2001). “Close stellar encounters with planetesimal discs: the dynamics of asymmetry in the β Pictoris system”. 《MNRAS》 323 (2): 402–416. arXiv:astro-ph/0011279. Bibcode:2001MNRAS.323..402L. doi:10.1046/j.1365-8711.2001.04212.x.
37. ↑  Olofsson, G.; Liseau, R. and Brandeker, A. (2001). “Widespread Atomic Gas Emission Reveals the Rotation of the β Pictoris Disk”. 《The Astrophysical Journal》 563 (1): L77–L80. arXiv:astro-ph/0111206. Bibcode:2001ApJ...563L..77O. doi:10.1086/338354.
38. ↑  Kalas, P.; Larwood, J.; Smith, B. A. and Schultz, A. (2000). “Rings in the Planetesimal Disk of β Pictoris”. 《The Astrophysical Journal》 530 (2): L133–L137. arXiv:astro-ph/0001222. Bibcode:2000ApJ...530L.133K. doi:10.1086/312494.
39. ↑  Kalas, Paul; Deltorn, Jean-Marc and Larwood, John (2001). “Stellar Encounters with the β Pictoris Planetesimal System”. 《The Astrophysical Journal》 553 (1): 410–420. arXiv:astro-ph/0101364. Bibcode:2001ApJ...553..410K. doi:10.1086/320632.
40. ↑  “Beta Pictoris Disk Hides Giant Elliptical Ring System” (보도 자료). NASA. 2000년 1월 15일. 2008년 9월 2일에 확인함.
41. 1 2  Golimowski, D. A.;  외. (2006). “Hubble Space Telescope ACS Multiband Coronagraphic Imaging of the Debris Disk around β Pictoris”. 《The Astronomical Journal》 131 (6): 3109–3130. arXiv:astro-ph/0602292. Bibcode:2006AJ....131.3109G. doi:10.1086/503801.
42. 1 2  “Hubble Reveals Two Dust Disks Around Nearby Star Beta Pictoris” (보도 자료). NASA. 2006년 6월 27일. 2008년 9월 2일에 확인함.
43. 1 2  Roberge, Aki;  외. (2006). “Stabilization of the disk around β Pictoris by extremely carbon-rich gas”. 《Nature》 441 (7094): 724–726. arXiv:astro-ph/0604412. Bibcode:2006Natur.441..724R. doi:10.1038/nature04832. PMID 16760971.
44. 1 2  “NASA's Fuse Finds Infant Solar System Awash in Carbon” (보도 자료). NASA. 2006년 6월 7일. 2021년 4월 20일에 원본 문서에서 보존된 문서. 2006년 7월 3일에 확인함.
45. ↑  Olsen, Rolf. The Circumstellar Disc around Beta Pictoris, 2011-12-03.
46. ↑  Wahhaj, Z.;  외. (2003). “The Inner Rings of β Pictoris”. 《The Astrophysical Journal》 584 (1): L27–L31. arXiv:astro-ph/0212081. Bibcode:2003ApJ...584L..27W. doi:10.1086/346123.
47. ↑  Okamoto, Yoshiko Kataza;  외. (2004). “An early extrasolar planetary system revealed by planetesimal belts in β Pictoris”. 《Nature》 431 (7009): 660–663. Bibcode:2004Natur.431..660O. doi:10.1038/nature02948. PMID 15470420.
48. 1 2  Burnham, Robert (2004). “Making planets at Beta Pictoris”. Astronomy Magazine. 2008년 9월 2일에 확인함.
49. 1 2  De Vries, B. L.; Acke, B.; Blommaert, J. A. D. L.; Waelkens, C.; Waters, L. B. F. M.; Vandenbussche, B.; Min, M.; Olofsson, G.; Dominik, C.; Decin, L.; Barlow, M. J.; Brandeker, A.; Di Francesco, J.; Glauser, A. M.; Greaves, J.; Harvey, P. M.; Holland, W. S.; Ivison, R. J.; Liseau, R.; Pantin, E. E.; Pilbratt, G. L.; Royer, P.; Sibthorpe, B. (2012). “Comet-like mineralogy of olivine crystals in an extrasolar proto-Kuiper belt” (PDF). 《Nature》 490 (7418): 74–76. doi:10.1038/nature11469. PMID 23038467.[깨진 링크(과거 내용 찾기)]
50. ↑  Quillen, Alice C.; Morbidelli, Alessandro and Moore, Alex (2007). “Planetary embryos and planetesimals residing in thin debris discs”. 《MNRAS》 380 (4): 1642–1648. Bibcode:2007MNRAS.380.1642Q. doi:10.1111/j.1365-2966.2007.12217.x.
51. ↑  Lagrange-Henri, A. M.; Vidal-Madjar, A. and Ferlet, R. (1988). “The Beta Pictoris circumstellar disk. VI - Evidence for material falling on to the star”. 《Astronomy and Astrophysics》 190: 275–282. Bibcode:1988A&A...190..275L.
52. ↑  Crawford, I. A.; Beust, H. and Lagrange, A.-M. (1998). “Detection of a strong transient blue-shifted absorption component in the Beta Pictoris disc”. 《MNRAS》 294 (2): L31–L34. Bibcode:1998MNRAS.294L..31C. doi:10.1046/j.1365-8711.1998.01373.x.
53. ↑  Karmann, C.; Beust, H. and Klinger, J. (2001). “The physico-chemical history of Falling Evaporating Bodies around beta Pictoris: investigating the presence of volatiles”. 《Astronomy and Astrophysics》 372 (2): 616–626. Bibcode:2001A&A...372..616K. doi:10.1051/0004-6361:20010528.
54. 1 2  Thébault, P. and Beust, H. (2001). “Falling evaporating bodies in the β Pictoris system. Resonance refilling and long term duration of the phenomenon”. 《Astronomy and Astrophysics》 376 (2): 621–640. Bibcode:2001A&A...376..621T. doi:10.1051/0004-6361:20010983.
55. ↑  Beust, H. and Valiron, P. (2007). “High latitude gas in the β Pictoris system. A possible origin related to falling evaporating bodies”. 《Astronomy and Astrophysics》 466 (1): 201–213. arXiv:astro-ph/0701241. Bibcode:2007A&A...466..201B. doi:10.1051/0004-6361:20053425.
56. ↑  Zieba, S.; Zwintz, K.; Kenworthy, M. A.; Kennedy, G. M. (2019년 5월 1일). “Transiting exocomets detected in broadband light by TESS in the β Pictoris system”. 《Astronomy & Astrophysics》 (영어) 625: L13. arXiv:1903.11071. doi:10.1051/0004-6361/201935552. ISSN 0004-6361.
57. ↑  “Beta Pictoris planet finally imaged?” (보도 자료). ESO. 2008년 11월 21일. 2009년 2월 8일에 원본 문서에서 보존된 문서. 2008년 11월 22일에 확인함.
58. 1 2 3 4 5  Lagrange; Meunier, Nadège; Rubini, Pascal; Keppler, Miriam; Galland, Franck; Chapellier, eric (2019). “Evidence for an additional planet in the β Pictoris system”. 《Nature》: 421. Bibcode:2019NatAs.tmp..421L. doi:10.1038/s41550-019-0857-1. 2019년 8월 19일에 확인함.
59. 1 2 3 4 5  Young, Monica (2019년 8월 19일). “Beta Pic's New Planet, Jupiter's Fuzzy Core & An Ancient Star”. Sky & Telescope. 2019년 8월 19일에 확인함.
60. ↑  Mouillet, D.; Larwood, J. D.; Papaloizou, J. C. B. and Lagrange, A. M. (1997). “A planet on an inclined orbit as an explanation of the warp in the Beta Pictoris disc”. 《MNRAS》 292: 896–904. arXiv:astro-ph/9705100. Bibcode:1997MNRAS.292..896M. doi:10.1093/mnras/292.4.896.
61. ↑  “Jupiter Fact Sheet”. NASA. 2011년 10월 5일에 원본 문서에서 보존된 문서. 2009년 7월 10일에 확인함.
62. ↑  “Saturn Fact Sheet”. NASA. 2017년 10월 12일에 원본 문서에서 보존된 문서. 2009년 7월 10일에 확인함.
63. 1 2  G. Chauvin;  외. (2012). “Orbital characterization of the βPictoris b giant planet”. 《Astronomy & Astrophysics》 542. arXiv:1202.2655. Bibcode:2012A&A...542A..41C. doi:10.1051/0004-6361/201118346.
64. ↑  Lecavelier des Etangs, A.;  외. (1997). “Beta Pictoris light variations. I. The planetary hypothesis”. 《Astronomy and Astrophysics》 328: 311–320. Bibcode:1997A&A...328..311L.
65. 1 2  Lecavelier des Etangs, A.; Vidal-Madjar, A. (2009). “Is Beta Pic b the transiting planet of November 1981?”. arXiv:0903.1101 [astro-ph]. doi:10.1051/0004-6361/200811528.
66. ↑  Krivova, N. A. and Solanki, S. K. (2003). “A stream of particles from the β Pictoris disc: A possible ejection mechanism”. 《Astronomy and Astrophysics》 402 (1): L5–L8. Bibcode:2003A&A...402L...5K. doi:10.1051/0004-6361:20030369.
67. ↑  Krivov, A. V.;  외. (2004). “Towards understanding the β Pictoris dust stream”. 《Astronomy and Astrophysics》 417 (1): 341–352. Bibcode:2004A&A...417..341K. doi:10.1051/0004-6361:20034379.